# 地震數據採集

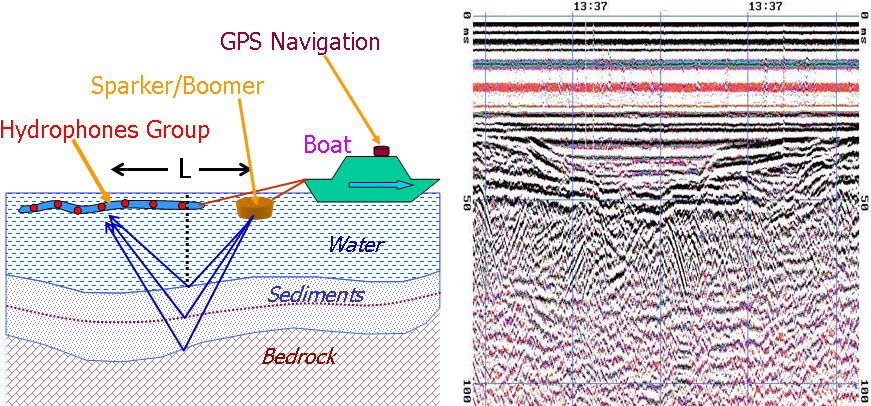
Outlines of data acquisition (left) and typical seismogramm (right)

地震數據採集（英語：seismic data acquisition）是地震勘探三個不同階段中的第一階段，另外兩個階段是地震數據處理和地震解釋。 在採集地震數據之前，需要規劃地震勘測設計，選取各種參數包括，例如震源類型、接收器類型、震源間距、接收器間距、陣列、通道數量、採樣率、記錄長度等。地震數據以地震道的形式記錄，也稱為震波曲線圖。它代表地震波由震源穿過地下，經由岩層的聲阻抗界面，反射回到接收器的訊號。
陸上地震數據採集的震源類型有三種，炸藥型，可控震源型，重量下放型。海上震源類型有兩種，空氣槍型和炸藥型 。接收器在陸上用检波器，海上用海洋检波器(水听器）。